# Kharkov Superior Cup
De Kharkov Superior Cup is een golftoernooi van de Europese Challenge Tour. Het toernooi vindt voor de eerste keer plaats van 12-15 september 2013 op de Superior Golf & Spa Resort iets ten Noorden van Charkov, Oekraïne.

## De baan
De golfbaan is vlak met waterpartijen. Hij heeft de uitstraling van een links-baan, is erg open en windgevoelig  en wordt gedeeltelijk omringd door bomen. De par van de baan is 72.
Het resort heeft ook tennisbanen. In 2012 speelde Serena Williams hier de Fed Cup tussen de Verenigde Staten en Oekraïne.

## Verslag

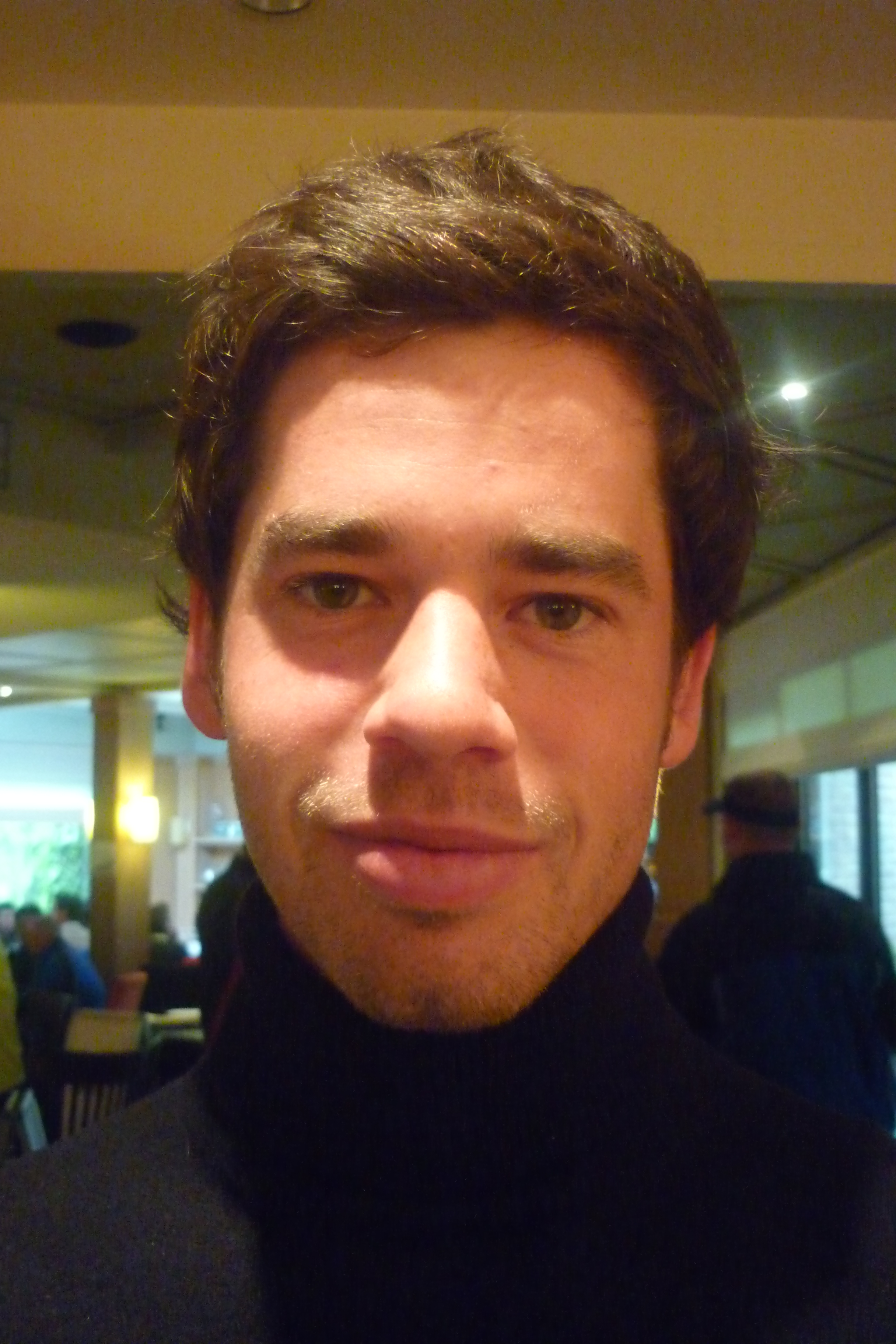
Victor Riu leider ronde 1

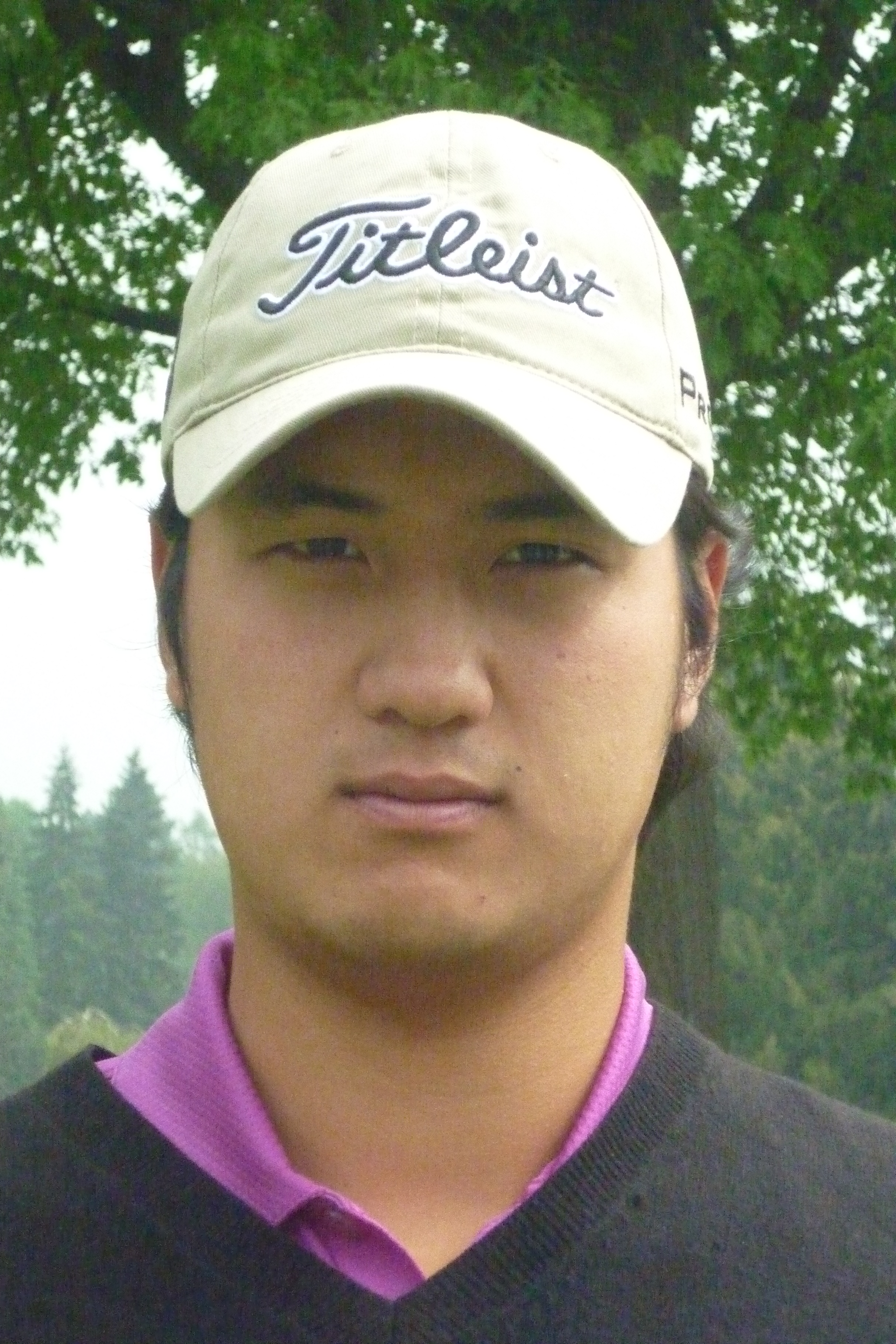
Kim leider ronde 2 en 3

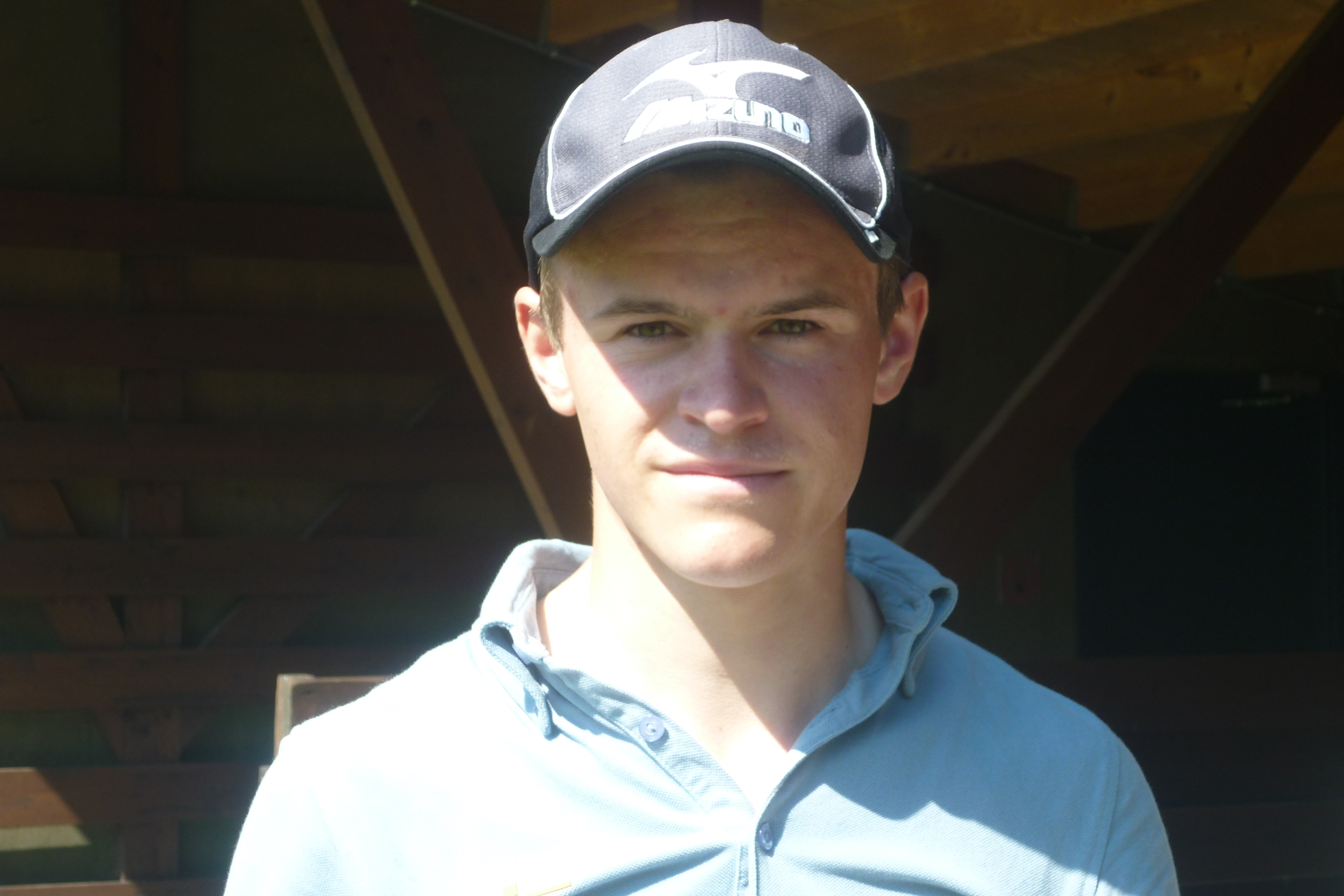
Winnaar Daan Huizing

### Ronde 1
Er staan enkele beroemde personen op de deelnemerslijst. Daan Huizing speelde met de voormalige tennisser Jevgeni Kafelnikov en Victor Riu met Andrij Sjevtsjenko, Voetballer van het Jaar 2004. Beiden hebben de ambitie om in 2016 op de Olympische Spelen golf te spelen.
Victor Riu stond na de eerste ronde aan de leiding en zorgde voor een nieuw baanrecord. Hij heeft al een goed seizoen gehad met vijf top-10 plaatsen en een overwinning in Sempachersee, Zwitserland. Hij staat nummer 5 op de Order of Merit (OoM 5) van de Challenge Tour, en zal waarschijnlijk aan het einde van het jaar naar de Europese Tour promoveren.
Na ronde 1 staan op een gedeeld 17de plek Daan Huizing (OoM 6), Floris de Vries en Andrea Pavan (OoM 2), die dit jaar al twee toernooien heeft gewonnen.

### Ronde 2
Sihwan Kim had een mooie 2de ronde. Op hole 11 maakte hij een hole-in-one, net nadat hij had gezien hoe Mark Haastrup, die voor hem speelde, daar een hole-in-one maakte. Met acht birdies en twee bogeys scoorde Kim 64 en ging hij aan de leiding.
Daan Huizing en Floris de Vries hebben zich voor het weekend gekwalificeerd. Andrea Pavan kwam op de 13de plaats terecht.

### Ronde 3
De leider Kim stond na 12 holes nog op -1 maar daarna ging veel mis. Ondanks 3 dubbel-bogeys en twee birdies behield hij toch nog net de leiding. Op de 2de plaats eindigden Lloyd Kennedy en Daan Huizing, die met 65 de beste dagronde maakte samen met vier andere spelers.
Huizing kwam eind juni op de Challenge Tour. Sindsdien speelde hij 7 toernooien, waarbij hij 4x in de top-5 eindigde, 2x in de top-20 en het laatste toernooi, de Northern Ireland Open Challenge,  won.

### Ronde 4
Huizing en Kim speelden in de laatste partij. De grootste bedreiging voor Kim kwam eerst van Daniel Brooks, die na zes holes al op -4 stond en op een totaal van -12 terwijl Kim toen op -13 stond en Huizing op -11. Maar Huizing maakte in totaal zeven birdies en twee bogeys en eindigde op -15, twee slagen minder dan Kim.
Terwijl hij deze overwinning vierde, speelde Joost Luiten op het KLM Open op de Kennemer de play-off tegen Miguel Ángel Jiménez, Luiten won de eerste extra hole met een par. Dubbel feest voor golf in Nederland.
Op de Order of Merit steeg Huizing naar de 3de plaats, Andrea Pavan steeg naar de 1ste plaats en Brooks Koepka zakte naar de 2de plaats.
- Scores

| Naam              | Score R1 | Score R1 | Nr   | Score R2 | Score R2 | Totaal | Nr  | Score R3 | Score R3 | Totaal | Nr  | Score R4 | Score R4 | Totaal | Nr  |
| ----------------- | -------- | -------- | ---- | -------- | -------- | ------ | --- | -------- | -------- | ------ | --- | -------- | -------- | ------ | --- |
| Daan Huizing      | 70       | -2       | T17  | 69       | -3       | -5     | T13 | 67       | -5       | -10    | 2   | 67       | -5       | -15    | 1   |
| Sihwan Kim        | 66       | -6       | 2    | 64       | -8       | -14    | 1   | 75       | +3       | -11    | 1   | 70       | -2       | -13    | 2   |
| Daniel Brooks     | 73       | +1       | T28  | 68       | -4       | -3     | T   | 67       | -5       | -8     | T7  | 68       | -4       | -12    | 3   |
| Lloyd Kennedy     | 70       | -2       | T17  | 66       | -6       | -8     | 2   | 70       | -2       | -10    | T2  | 73       | +1       | -9     | T9  |
| Victor Riu        | 64       | -8       | 1    | 73       | +1       | -7     | T3  | 70       | -2       | -9     | T4  | 74       | +2       | -7     | T17 |
| Phillip Archer    | 67       | -5       | T3   | 75       | +3       | -2     | T25 | 70       | -2       | -4     | T22 | 71       | -1       | -5     | T25 |
| Lucas Bjerregaard | 67       | -5       | T3   | 70       | -2       | -7     | T3  | 74       | +2       | -5     | T19 | 73       | +1       | -4     | 29  |
| Floris de Vries   | 70       | -2       | T17  | 73       | +1       | -1     | T37 | 82       | +10      | +9     | 60  | 72       | par      | +9     | 58  |
| Reinier Saxton    | 76       | +4       | T88  | 72       | par      | +4     | MC  |          |          |        |     |          |          |        |     |
| Tim Sluiter       | 77       | +5       | T94  | 75       | +3       | +8     | MC  |          |          |        |     |          |          |        |     |
| Ruben Wechgelaer  | 79       | +7       | T107 | 82       | +10      | +17    | MC  |          |          |        |     |          |          |        |     |

| Leider |  | Toernooirecord |  | MC = missed cut = cut gemist |  | DQ = disqualified |

## Spelers
| - Carlos Aguilar - Byeong-hun An - Phillip Archer - Scott Arnold - HP Bacher - Jason Barnes - Oliver Bekker - Adrien Bernadet - Lucas Bjerregaard - Wallace Booth - Knut Borsheim - Gary Boyd - Christophe Brazillier - Markus Brier - Daniel Brooks - François Calmels - Guillaume Cambis - Johan Carlsson - Federico Colombo - Marco Crespi - Jens Dantorp - Rhys Davies - Carlos Del Moral - Agustin Domingo - Nick Dougherty - Edouard Dubois - Paul Dwyer - Pelle Edberg - Jamie Elson - Peter Erofejeff - Jens Fahrbring - Kenneth Ferrie - Charlie Ford | - Alastair Forsyth - Thomas Fournier - Dylan Frittelli - Jordi Garcia Pinto - Daniel Gaunt - Adam Gee - Max Glauert - Jacob Glennemo - Luke Goddard - Julien Guerrier - Matt Haines - Benjamin Hebert - Garry Houston - Jamie Howarth - Jeppe Huldahl - Sam Hutsby - Daniel Im - Andrew Johnston - Dodge Kemmer - Chan Kim - Sihwan Kim - Moritz Lampert - Jerome Lando Casanova - José-Filipe Lima - Callum Macaulay - Paul Maddy - Stuart Manley - Andrew McArthur - Ross McGowan - Francis McGuirk - Jamie McLeary - George Murray - Tom Murray | - Åke Nilsson - Thomas Nørret - Pedro Oriol - Brinson Paolini - Ben Parker - Andrea Pavan - Andrea Perrino - Terry Pilkadaris - Niccolo Quintarelli - Nicolo Ravano - Victor Riu - Raymond Russell - James Ruth - Lloyd Saltman - Reinier Saxton - Jack Senior - Gareth Shaw - Tim Sluiter - Gary Stal - Duncan Stewart - Steven Tiley - Jason Timmis - Daniel Vancsik - Alvaro Velasco - Floris de Vries - Sam Walker - Oliver Wilson Invitaties - Damian Ulrich - Martin Romiger - Pontus Widegren - Rhys Enoch - Jamie Abbott | Nationale spelers/invitaties - Damian Ulrich - Martin Romiger - Pontus Widegren - Rhys Enoch - Filippo Bergamaschi - Andrea Rota - Charles-Edouard Russo - Tapio Pulkkanen - Janne Mommo - Jevgeni Kafelnikov - Mark Nichols - Victor Oastankov - Ruben Wechgelaer - Ruslan Garkavenko - James N Reiss - Carlos Rodiles - Alex Iguchi - Ales Korinex - Peter Volkolup - Pawel Japol Amateurs - Zan Luka Stirn - Alexander Babich - Fedor Karhapolov - Roman Kobitev - Dmitry Semenihin - Adam Rajmont - Andrij Sjevtsjenko |